# Mănăstirea Dobrușa (județul Vâlcea)

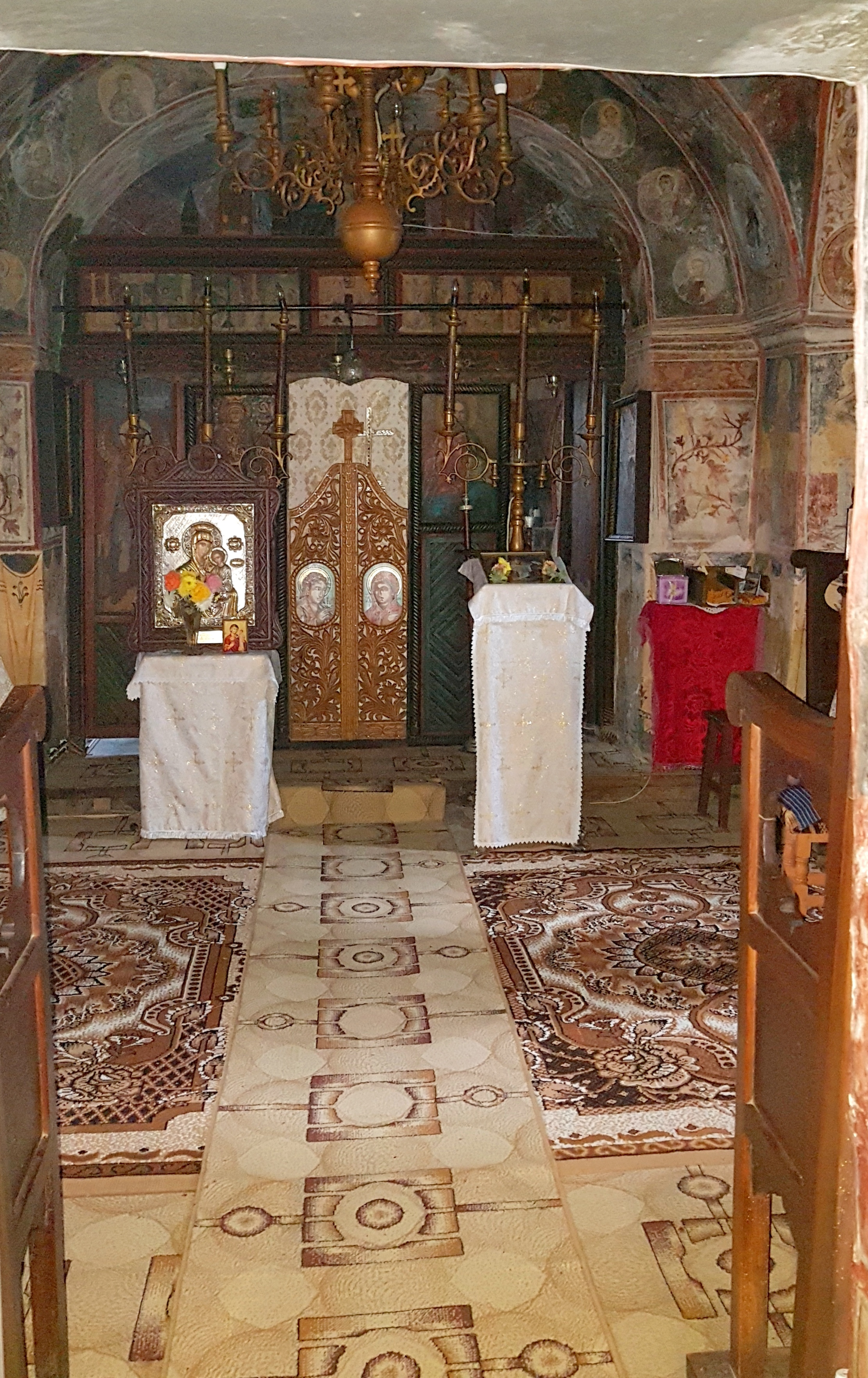
Nava spre iconostas

Mănăstirea Dobrușa este o mănăstire ortodoxă din România situată în comuna Ștefănești, județul Vâlcea.
Biserica a fost inclusă pe Lista monumentelor istorice din județul Vâlcea din anul 2015, având codul de clasificare  VL-II-m-A-09745.

## Istoric și trăsături
Schitul Dobrușa se află în satul Dobrușa, comuna Ștefănești, județul Vâlcea, la o distanță de șapte kilometri de orașul Drăgășani. Este amplasat la gura a trei văi, la marginea satului Dobrușa de Sus, aproape de malul pârâului Dobrușa.
Biserica schitului este una din cele mai vechi ctitorii din Oltenia, vechiul schit Dobrușa fiind atestat documentar din anii 1500-1520, când sunt pomenite daniile lui „jupân Radu, jupân Badea, paharnic și jupânița Vlădoaia" către acest schit.
Biserica schitului a fost reparată în anul 1610, cu o danie de o mie de galbeni de la Radu Buzescu. Alte reparații au fost susținute material de episcopii Ștefan (1673-1693) și Ilarion (1693-1705) ai Râmnicului, schitul fiind metoc al Episcopiei.
Biserica din Dobrușa este menționată ca schit în anul 1820, având 44 de sate de țigani. În anul 1907, din cauza stării de degradare, era închisă cultului. În anul 1926, sătenii schimbă acoperișul bisericii, iar în 1937 biserica este amplu reparată, fiind redată cultului.
Din punct de vedere arhitectural, biserica Schitului Dobrușa este tipică zonei vâlcene. În interior, între naos și pronaos, se află o cameră deosebită, unică în cadrul bisericilor din Țara Românească, gândită pe post de gropniță.
Biserica are formă de cruce, fiind împărțită în altar, naos, gropniță și pronaos. Pereții exterior sunt din cărămidă aparentă. A existat și un pridvor din lemn, până la reparațiile din anul 1962. Altarul este acoperit de o calotă sferică, iar la exterior este poligonal. Naosul prezintă patru picioare de zidărie,cu o cupolă deasupra, iar în exterior, abside laterale poligonale. Pronaosul are formă dreptunghiulară, acoperit de o calotă sferică. Turla a fost înălțată în 1962, când biserica a fost  acoperită cu șindrilă.

## Imagini

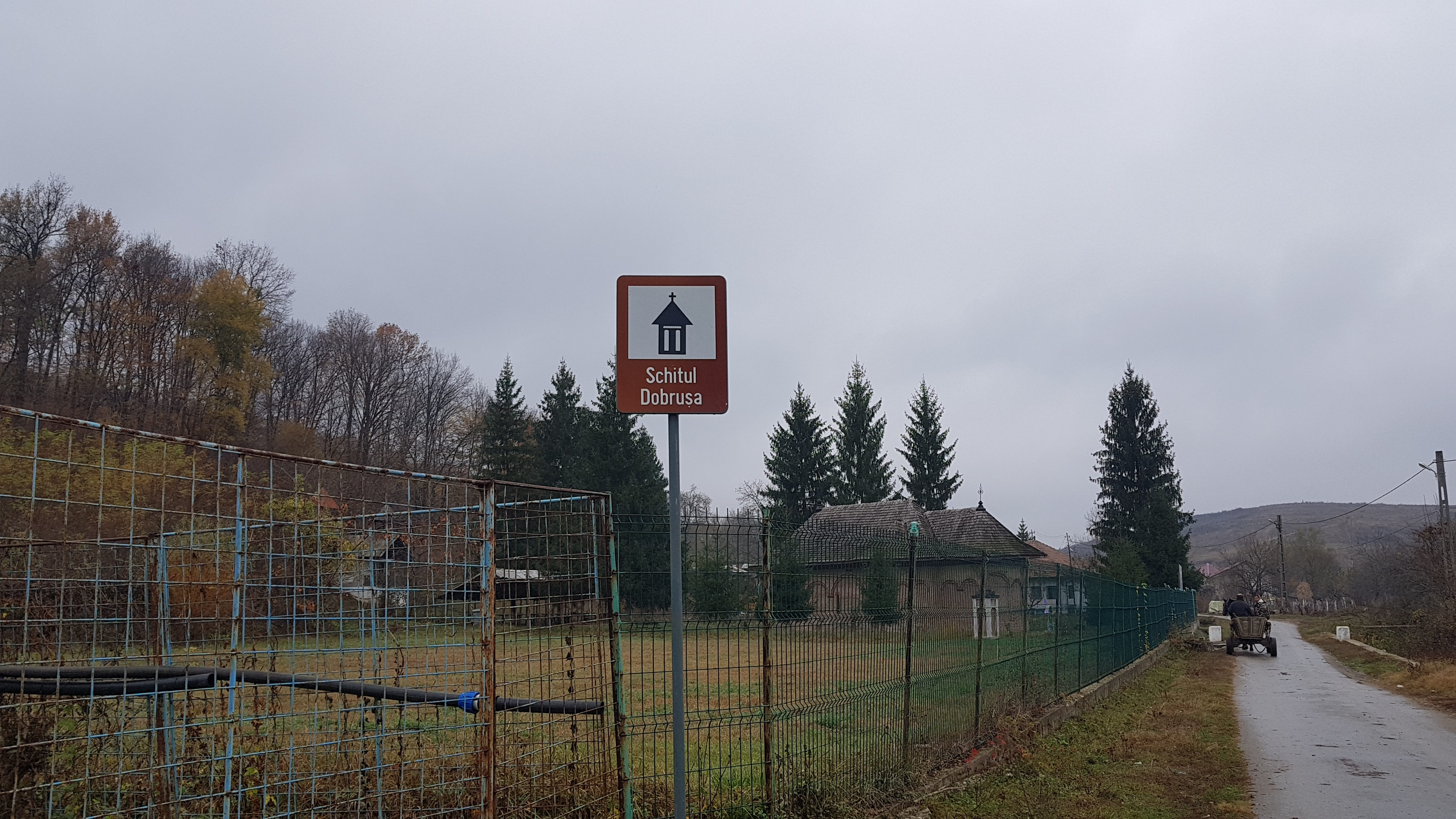
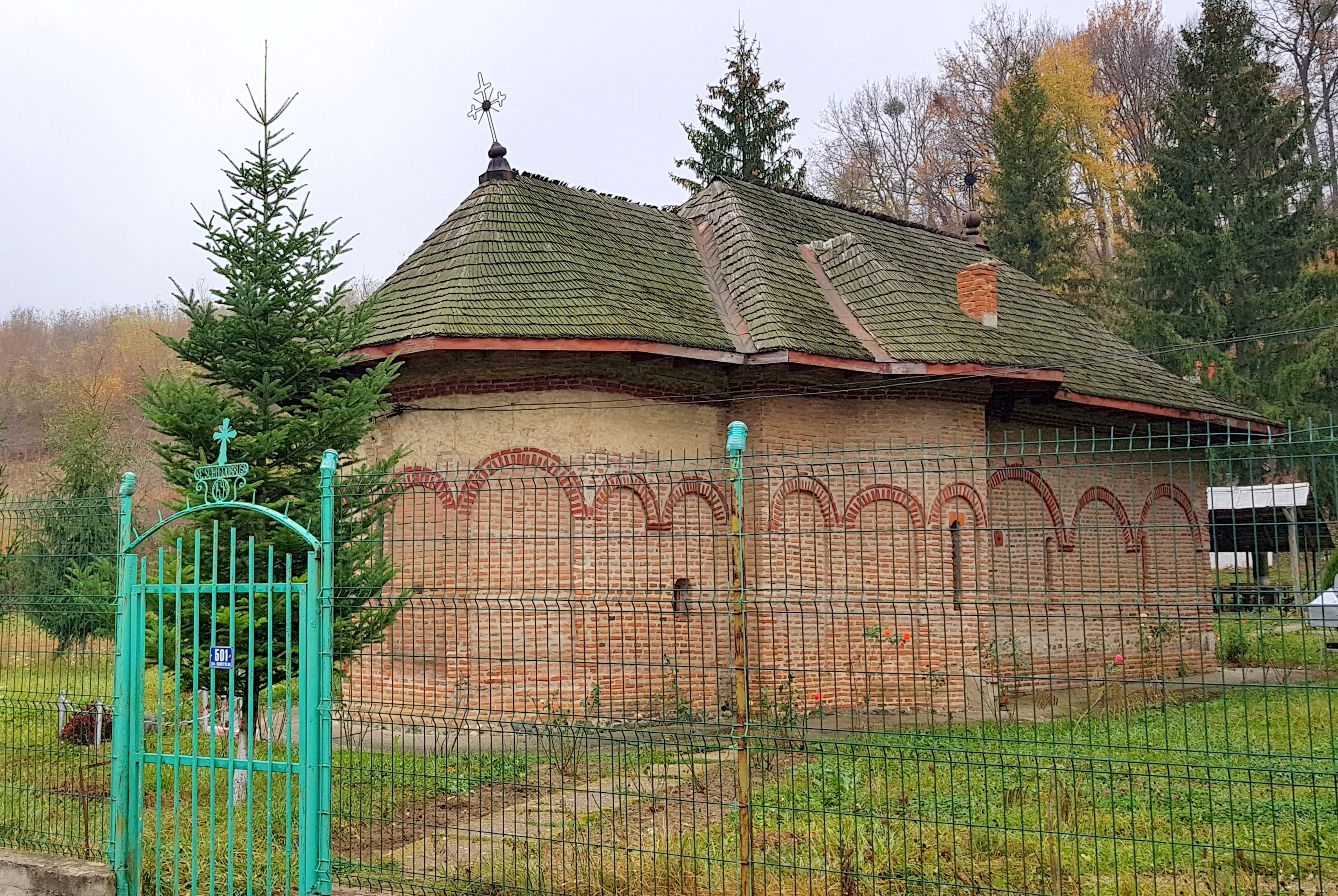
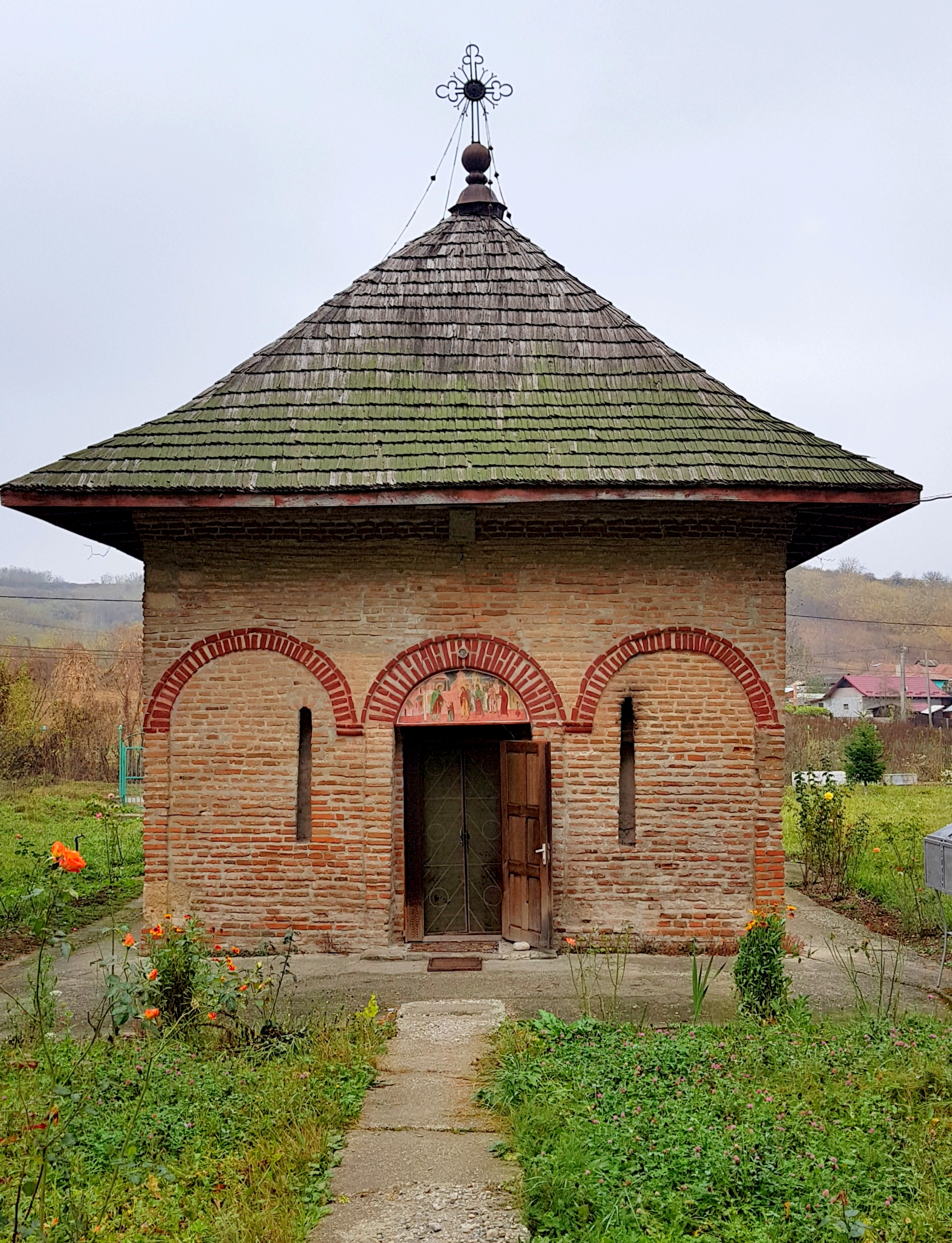
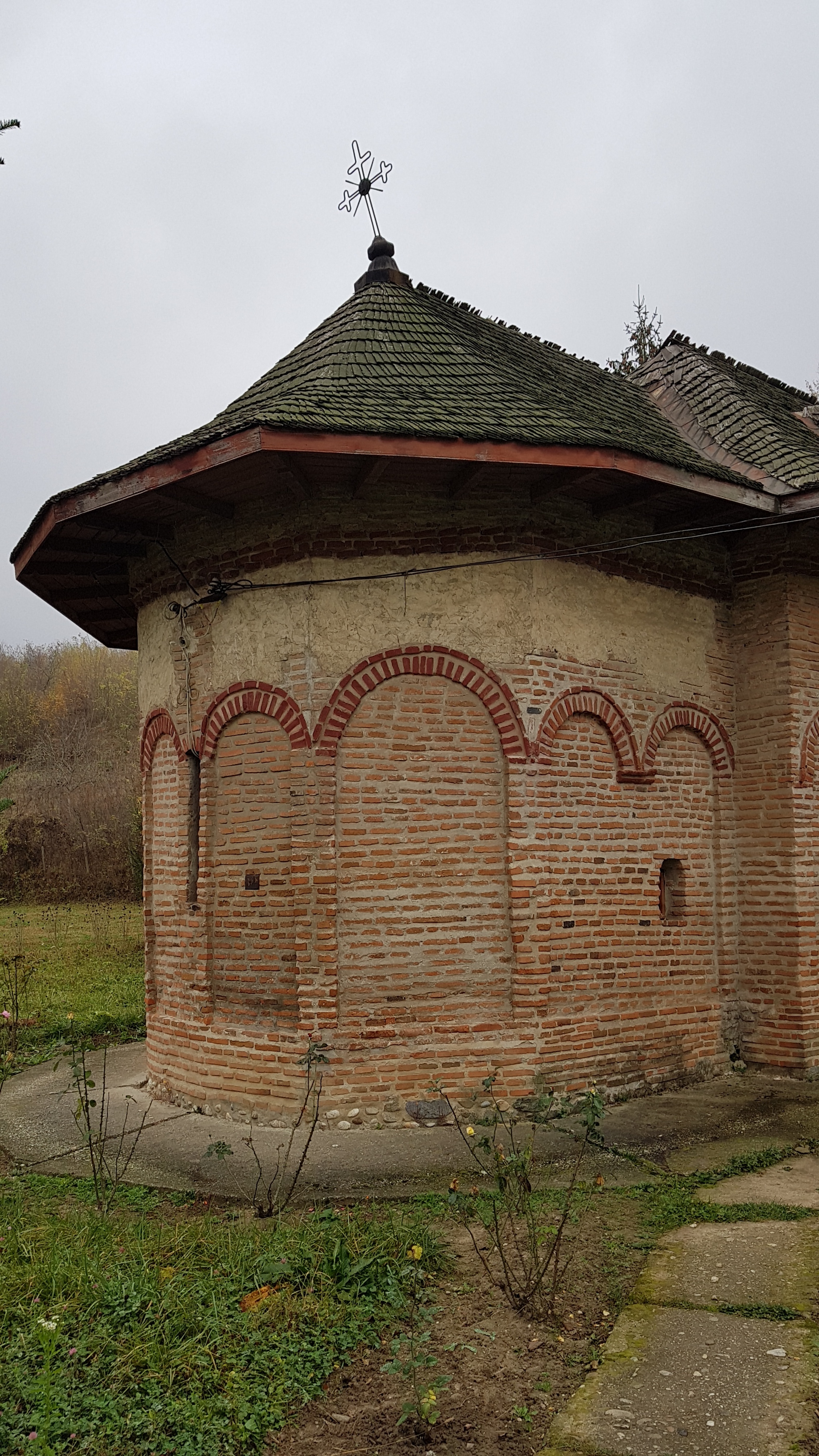
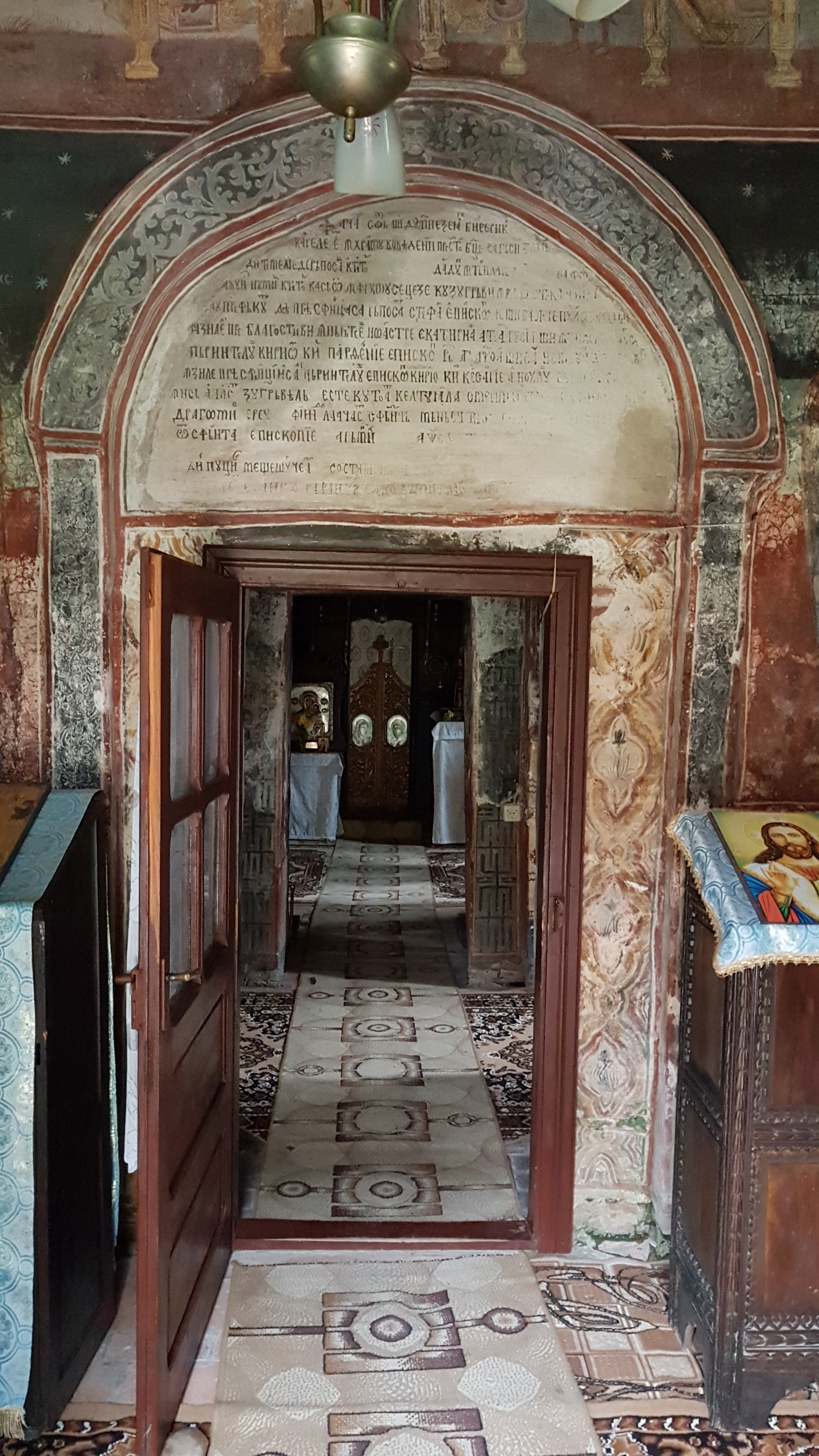
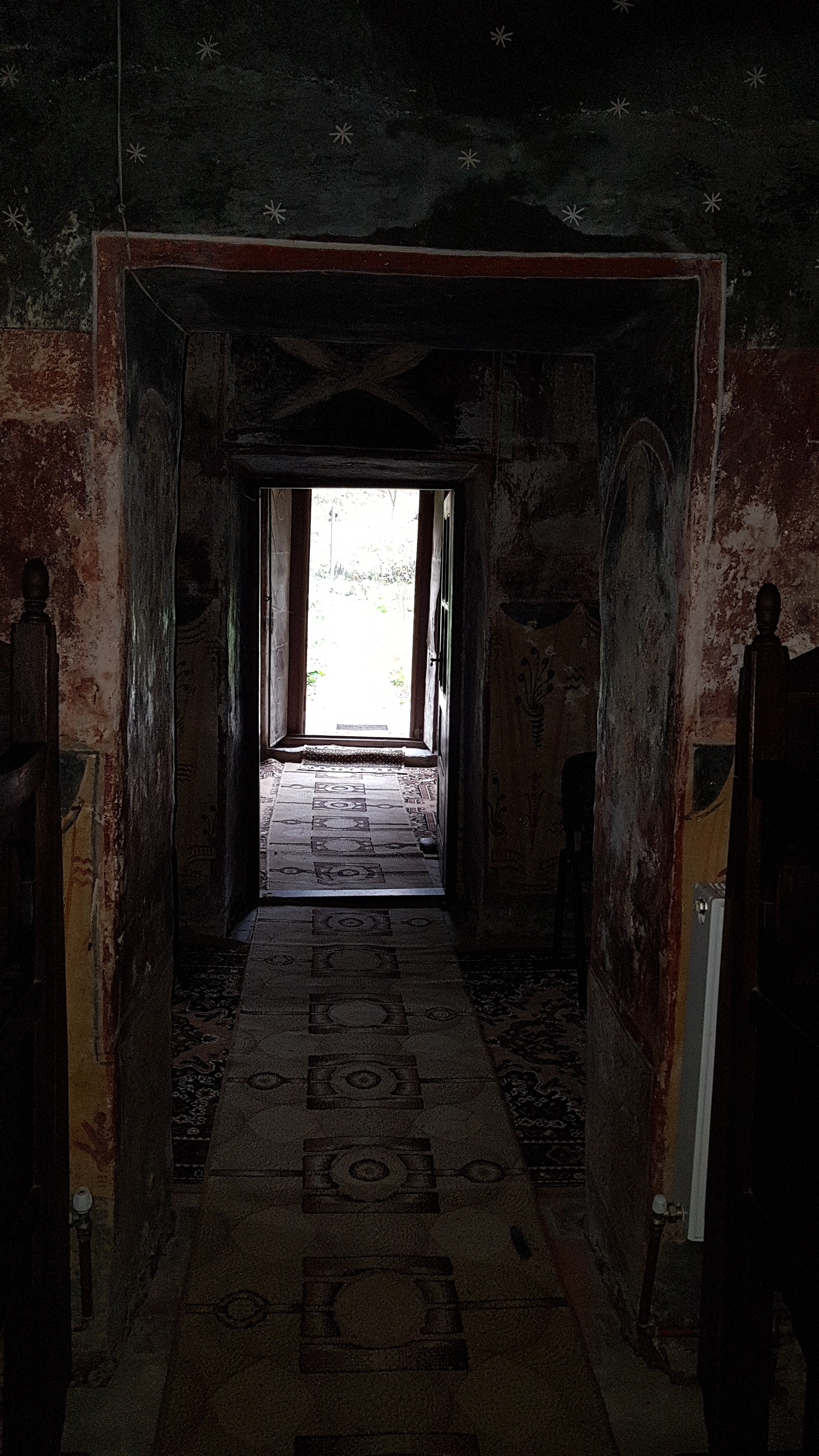
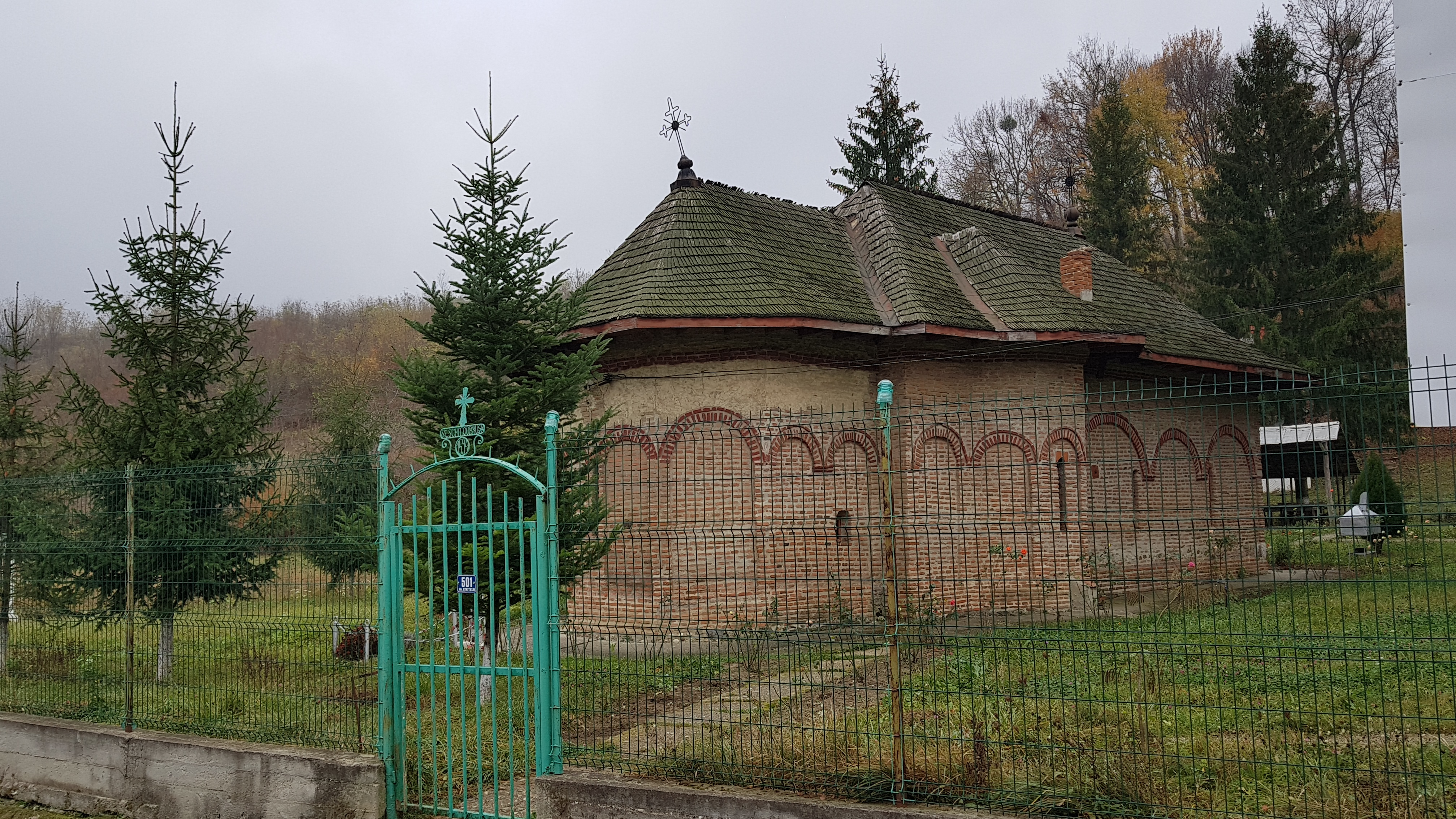
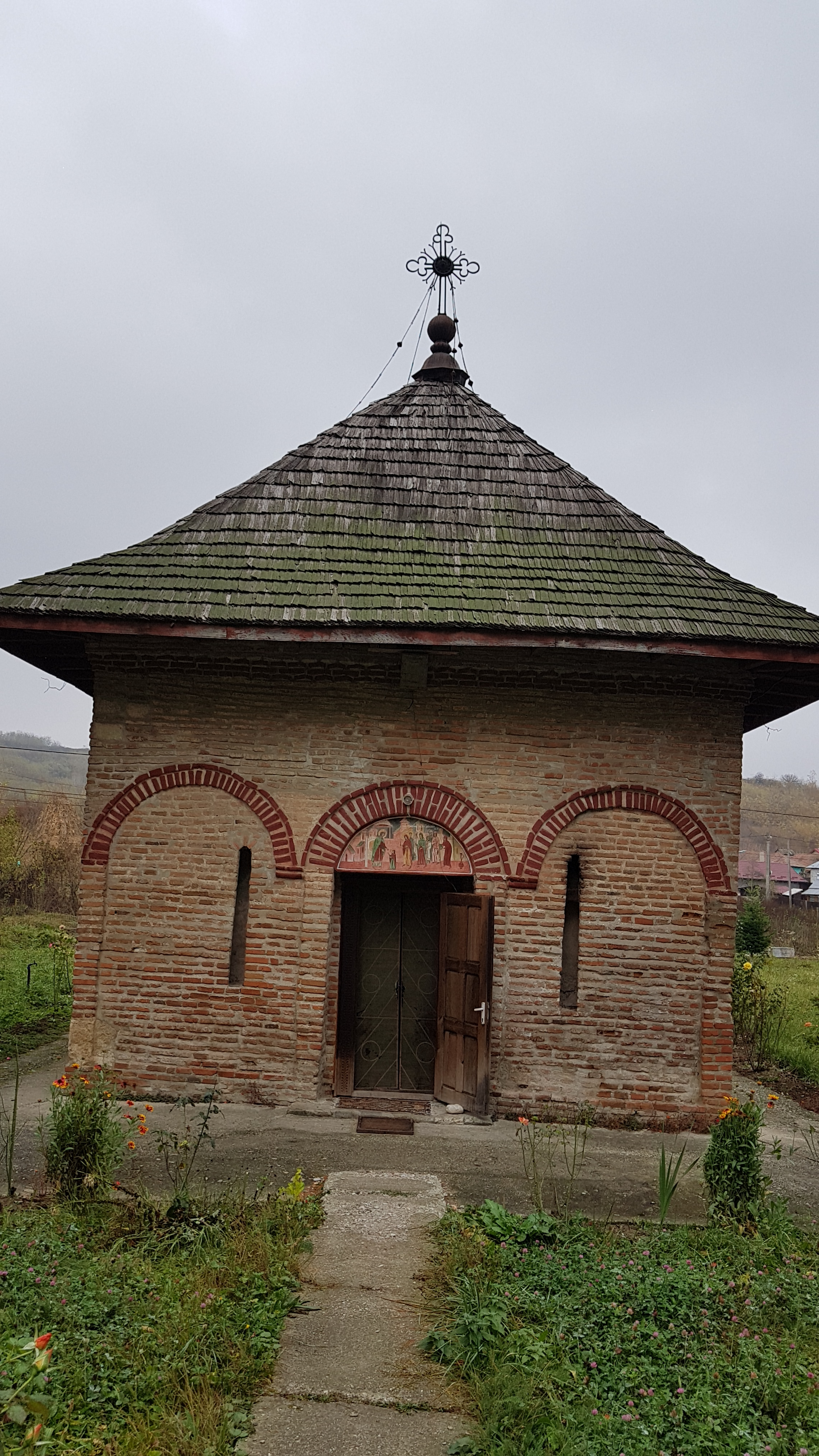
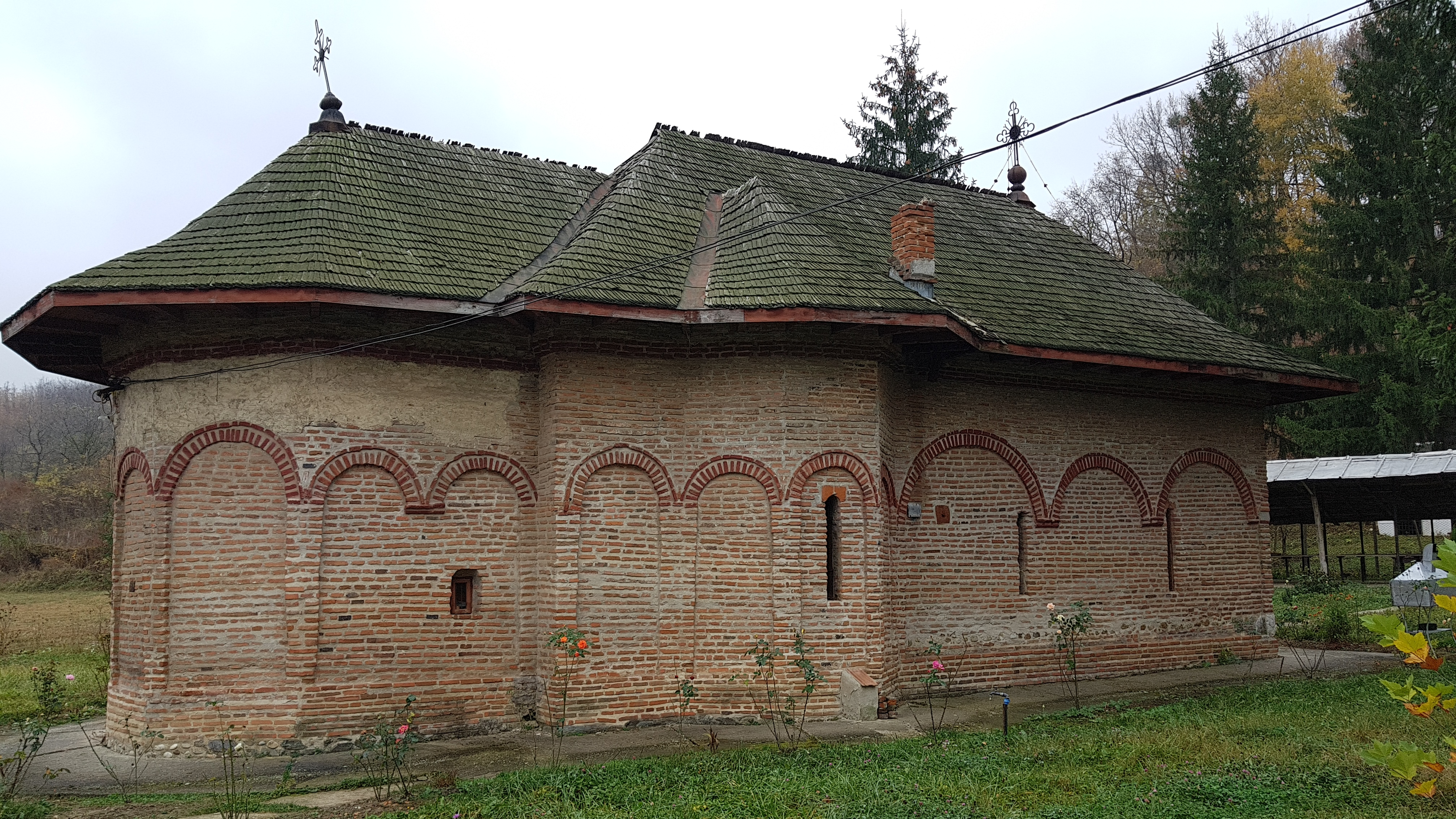